# 크리틱스 초이스 텔레비전상
크리틱스 초이스 텔레비전상(영어: Critics' Choice Television Awards)는 미국 방송 텔레비전 기자 협회에서 시상하는 상이다.

## 같이 보기
- 크리틱스 초이스 영화상